# 烈火戰車 (1995年電影)
《烈火戰車》是1995年上映的一部香港賽車勵志電影，由爾冬陞編導，劉德華、梁詠琪與吳大維主演。香港票房收获3,377万港元，位列該年度华语片票房第四位；榮獲第15屆香港電影金像獎最佳剪接，錢嘉樂亦憑本作奪得第1屆香港電影金紫荊獎最佳男配角。

## 劇情
阿祖（劉德華飾）是一熱愛賽車的青年，年幼喪母。其父Paul叔（秦沛飾）經營電單車生意，並經常組織車隊到澳門、日本等地比賽，他旗下的車手常常拿冠軍。但賽車手之間都傳聞阿祖才是最厲害的車手，因為賽車場上的冠軍在馬路上也要敗在阿祖手下。阿祖19歲時因超速被吊銷了車牌，所以一直無法參加正式比賽，只能偷偷在馬路上飆車滿足賽車的欲望。阿祖的父親對此十分厭惡，視兒子為飛車黨，嚴禁旗下的車手和阿祖在馬路上鬥快，父子見面如仇人。阿祖平時便與好友嘉樂（錢嘉樂飾）開修車店維生，女友阿儀（梁詠琪飾）溫順善良，常常為他賽車擔心。
David（吳大維飾）是一從英國回來的賽車青年，與阿祖一見如故。時值停牌七年過去，阿祖終於重新考取了車牌，準備在澳門賽車中大顯身手，卻無法拿到賽車證，阿祖認為父親搞鬼。退休的賽車手阿鬼（徐錦江飾）勸他與父親和好，爭取出賽機會。但父子倆照例一見就吵，父親最後還是把最後一個車手的名額給了David。Paul叔旗下的車手一向不服阿祖，要和阿祖分個高低，結果阿祖與他們較量車技時發生意外受了重傷，在醫院昏迷10天。幸得阿儀細心照顧才逐漸好轉。但終究錯過了澳門賽車的機會，眼巴巴的看著David抱走冠軍。
車禍之後，阿祖發現自己對賽車產生恐懼，他害怕自己再也無法賽車。女友阿儀十分高興，勸他索性放棄賽車，專心經營修車店。但外面的車手一直等著阿祖在馬路上打敗新出爐的澳門冠軍David，但阿祖遲遲沒有動作。外面便傳聞阿祖已經嚇怕了，無法再賽車，嘉樂對此十分忿忿，便試圖向David挑戰，結果不幸車禍身亡。
嘉樂的死令阿祖決心克服恐懼找回自信，正式向David挑戰，Paul叔亦給予阿祖一輛新的戰車，但阿儀也因此傷心離開要去加拿大母亲家。阿祖與David約在山區決戰，再度找回快意馳騁的感覺，但於比賽途中，阿祖為了閃避一名拾荒阿婆灑落的空金屬罐而倒下，在扶起戰車後無法再起動，而阿婆对阿祖的一番話令阿祖醒悟不再执迷于名次的较量，在得到David的劝导后，阿祖鼓起勇气騎上David的戰車追回即将离开他的阿儀。

## 角色
| 演員   | 角色            | 備註                                                                              |
| 劉德華 | 阿祖（Joe）     | 母亲早逝，与父亲关系惡劣，有一家修车店                                            |
| 梁詠琪 | 阿儀            | 阿祖女友，在Paul叔车行工作，出于安全考虑她不喜欢阿祖赛车                          |
| 吳大維 | 關大衛（David） | 一名從英國回來的賽車手，阿祖的對手                                                |
| 秦沛   | Paul叔          | 阿祖之父，车行老板                                                                |
| 錢嘉樂 | 嘉樂            | 阿祖好友、賽車手，後因挑戰David賽車不幸於車禍中受重傷，於阿祖給自己喝水時吐血身亡 |
| 徐錦江 | 老鬼            | 酒吧老板、退休的賽車手                                                            |
| 柳影虹 | 阿祖後母        |                                                                                   |
| 夏萍   | 嘉樂外婆        |                                                                                   |
| 羅禮賢 | 阿賢            | 一開始被阿祖打敗的車手                                                            |
| 李美玲 | 嘉樂女友        |                                                                                   |
| 侯煥玲 | 拾鐵罐的阿婆    |                                                                                   |
| 張同祖 | 的士司機        | 片尾客串                                                                          |

聯合演出：李嘉恩、李俊雄、林子博、朱裕德、陸宗顯、列廣安、成華仔、陳榮照

## 幕後花絮
- 本片導演爾冬陞是熱愛賽車的業餘車手，只不過他賽的是汽車，而非電影中的電單車，他自1980年代初開始賽車，到拍攝本片時已有十多年的賽車經驗。片中提到澳門賽車，指的是澳門格蘭披治大賽車（Grand Prix Macau），爾冬陞本人是澳門賽車1990和1991兩屆房車新手組的冠軍得主。因為經驗豐富，還曾在廣東台擔任F1賽車解說員，他的解說至今還令許多賽車迷懷念。出於對賽車的熱愛，爾冬陞才會拍這部電影。片中演員錢嘉樂和吳大維也都是賽車發燒友。片中David得了澳門冠軍後，寫給阿祖的卡片上寫『明年東望洋跑道見』，指的便是澳門格蘭披治大賽車的賽車跑道。
- 本片許多驚險的賽車鏡頭拍攝難度相當高，歷時14個月才拍攝完成。動作指導羅禮賢居功至偉，他想出許多辦法，例如在電單車上裝攝影機，拍出了許多前所未有的角度。他也是片中Paul叔旗下的車手之一，電影中一開頭和阿祖較量出車禍，一直看阿祖不順眼的“阿賢”就是他。他也是劉德華的諸多賽車替身之一，許多飆車的驚險鏡頭，其實是羅禮賢完成的。加上劉德華其實一直沒有電單車駕照，所以即使在演唱會演繹主題曲是會與電單車同台，也從來不會直接駕車上場[6][7]。 可是，這是他繼《天若有情》後，再次在戲中駕駛摩托車。《天若有情II之天長地久》則由持有摩托車執照的郭富城主演。
- 本部片是梁詠琪的第一部電影，當時她還是新人，爾冬陞因為一張鐵達時手錶的海報而留意到她。她還是爾冬陞的四哥姜大衛女兒姜依蘭的幼稚園同學。
- 爾冬陞拍攝本片時因為前作《新不了情》成績太好，倍感壓力，又因本片拍攝進度緩慢，再加上感情不順，一度罹患憂鬱症，所幸就醫服藥後一個月後便已痊癒。

## 電影歌曲
- 粵語版主題曲：〈情深的一句〉
  - 作曲：陳子鴻
  - 填詞：劉德華
  - 編曲：屠穎
  - 主唱：劉德華
  - 出品：藝能動音、新樂製作有限公司

- 國語版主題曲：〈絕不放棄〉
  - 作曲：陳子鴻
  - 填詞：姚若龍
  - 編曲：屠穎
  - 主唱：劉德華
  - 出品：藝能動音、新樂製作有限公司

- 插曲：〈我願意〉
  - 作曲：黃國倫
  - 填詞：姚謙
  - 編曲：Nathan Wang
  - 主唱：王菲
  - 出品：新藝寶唱片

## 獎項
| 年份 | 頒獎典禮                  | 獎項             | 名單                                                  | 結果 |
| ---- | ------------------------- | ---------------- | ----------------------------------------------------- | ---- |
| 1995 | 第2屆香港電影評論學會大獎 | 最佳導演         | 爾冬陞                                                | 獲獎 |
| 1995 | 第2屆香港電影評論學會大獎 | 推薦電影         |                                                       | 獲獎 |
| 1995 | 第32屆金馬獎              | 最佳視聽科技     | 曾景祥                                                | 提名 |
| 1996 | 第15屆香港電影金像獎      | 最佳電影         |                                                       | 提名 |
| 1996 | 第15屆香港電影金像獎      | 最佳導演         | 爾冬陞                                                | 提名 |
| 1996 | 第15屆香港電影金像獎      | 最佳編劇         | 爾冬陞、羅志良                                        | 提名 |
| 1996 | 第15屆香港電影金像獎      | 最佳男主角       | 劉德華                                                | 提名 |
| 1996 | 第15屆香港電影金像獎      | 最佳男配角       | 錢嘉樂                                                | 提名 |
| 1996 | 第15屆香港電影金像獎      | 最佳女配角       | 夏萍                                                  | 提名 |
| 1996 | 第15屆香港電影金像獎      | 最佳新演員       | 梁詠琪                                                | 提名 |
| 1996 | 第15屆香港電影金像獎      | 最佳剪接         | 鄺志良                                                | 獲獎 |
| 1996 | 第15屆香港電影金像獎      | 最佳動作設計     | 羅禮賢                                                | 提名 |
| 1996 | 第15屆香港電影金像獎      | 最佳原創電影歌曲 | 〈情深的一句〉 主唱：劉德華 作曲：陳子鴻 填詞：劉德華 | 提名 |
| 1996 | 第1屆香港電影金紫荊獎     | 最佳影片         |                                                       | 提名 |
| 1996 | 第1屆香港電影金紫荊獎     | 最佳導演         | 爾冬陞                                                | 提名 |
| 1996 | 第1屆香港電影金紫荊獎     | 最佳男配角       | 錢嘉樂                                                | 獲獎 |
| 1996 | 第1屆香港電影金紫荊獎     | 最佳男配角       | 秦沛                                                  | 提名 |
| 1996 | 第1屆香港電影金紫荊獎     | 最佳女配角       | 夏萍                                                  | 提名 |
| 1996 | 第1屆香港電影金紫荊獎     | 最佳攝影         | 馬楚成、鍾志文                                        | 提名 |
| 1996 | 第1屆香港電影金紫荊獎     | 十大華語片       |                                                       | 獲獎 |

## 播放時間
| 香港 ViuTV 星期六20:30-23:00節目 | 香港 ViuTV 星期六20:30-23:00節目                                 | 香港 ViuTV 星期六20:30-23:00節目 |
| -------------------------------- | ---------------------------------------------------------------- | -------------------------------- |
|                                  | （亞洲聯合財務YES UA呈獻：週六好戲勢）烈火戰車 （2021年10月9日） |                                  |
| 辣王傳 (2021年10月9日)           | 第六感 （2021年10月9日）                                         |                                  |

| 香港 ViuTV 星期日13:30-16:00節目 | 香港 ViuTV 星期日13:30-16:00節目 | 香港 ViuTV 星期日13:30-16:00節目 |
| -------------------------------- | -------------------------------- | -------------------------------- |
|                                  | 烈火戰車 （2022年8月7日）        |                                  |
| 設計新浪潮II (2022年8月7日)      | 姆明谷歷險記 （2022年8月7日）    |                                  |

## 外部連結
- 香港影庫上《烈火戰車》的資料（繁體中文）
- 開眼電影網上《烈火戰車》的資料（繁體中文）
- 豆瓣电影上《烈火戰車》的資料 （简体中文）
- 时光网上《烈火戰車》的資料（简体中文）
- AllMovie上《烈火戰車》的资料（英文）
- 爛番茄上《烈火戰車》的資料（英文）
- 互联网电影数据库（IMDb）上《烈火戰車》的资料（英文）